# Aegla abtao riolimayana
Aegla abtao riolimayana es una de las subespecies en que se divide la especie de decápodo aéglido Aegla abtao, denominada comúnmente cangrejo tanque, cangrejo pancora, cangrejo de agua dulce, falso cangrejos o cucaracha de río. Este crustáceo habita en aguas dulces del sudoeste de América del Sur.

## Taxonomía
Este taxón fue descrito originalmente como una especie aparte en el año 1942 por el biólogo carcinólogo estadounidense Waldo LaSalle Schmitt.
Ante la dificultad que encontró en distinguir ejemplares de este taxón de los correspondientes a A. abtao, el biólogo argentino Raúl Adolfo Ringuelet propuso en 1948 recategorizarlo como una subespecie de este último, cosa que realizó el mismo de manera formal en 1960.
Igualmente su sistemática no está aún definida, pues algunos la han seguido tratando como una especie plena, mientras que otros preliminarmente postularon que tal vez podría ser sólo un morfotipo de A. abtao, al encontrar una amplia franja con presencia de un porcentaje de ejemplares intermedios entre ambas.
Ambos taxones se separan discretamente, centrándose las diferencias en la longitud corporal, la forma del rostrum, de las quelas, de la areola y del caparazón.
Localidad y ejemplares tipo
La localidad tipo es: río Limay (41°05′S 71°10′W), [[provincia
de Río Negro]], Argentina Chile . 
El holotipo es el ejemplar de mayor tamaño (24 mm) de un lote de 5 machos, etiquetado como el USNM 80025, colectado en el año 1903 en J. W. Titcomb, en aguas del río Limay, curso fluvial que oficia de límite entre las provincias Neuquén y Río Negro, en la Patagonia argentina.

## Distribución y hábitat
Este cangrejo habita en el fondo de arroyos, ríos, lagunas y lagos de agua dulce. Se distribuye en el sur de Chile y el noroeste de la Patagonia argentina.

### Argentina
Neuquén
- Lago Aluminé, Paso Limay en el río Limay, lago Huechulafquen, arroyo San Pedro, Junín de los Andes, lago Lolog, lago Venados, lago Lácar, Quilahuinco, Paso Miranda, Ruta 237 km 550, Puerto Radal en la isla Victoria, Puerto Gros, río Collón-Curá, lago Moquehue.

Río Negro
- Arroyo Jones (afluente del lago Nahuel Huapi), río Limay.

### Chile
- Loncoche sobre el río Cruces, río Calle-Calle, arroyo Las Vigas, arroyo Mulpún, lago Pirihueico, lago Villarrica, Valdivia, lago Puyehue, isla Grande de Chiloé (Chepu, Cucao, Puntra).[8]

## Características y costumbres
Es un cangrejo más bien pequeño. En promedio las longitudes de los machos son 22,61 mm.